# Освајачи олимпијских медаља у атлетици — 5 миља за мушкарце
Освајачи олимпијских медаља у атлетици за мушкарце у дисциплини 5 миља (8047 m) која се на програму Олимпијских игара нашла само 1(2) пута, приказани су у следећој табели.
| Олимпијске игре     | Злато                              | Злато      | Сребро                           | Сребро  | Бронза                 | Бронза  |
| ------------------- | ---------------------------------- | ---------- | -------------------------------- | ------- | ---------------------- | ------- |
| Атина 1906.         | Хенри Хотри · Уједињено Краљевство |            | Јохан Сванберг · Шведска         |         | Едвард Дал · Шведска   |         |
| Лондон 1908. детаљи | Емил Војт Уједињено Краљевство     | 25:11,2 ОР | Едвард Овен Уједињено Краљевство | 25:24,0 | Јохан Сванберг Шведска | 25:37,2 |